# Taquifemia
La taquifemia —también conocida como taquifasia, taquilogia, agitofemia— es una alteración de la fluidez verbal, en la que el individuo habla a gran velocidad, articulando de forma desordenada y confusa, produciendo cambios en las sílabas y deformando sonidos.
Algunos autores la consideran no como un trastorno aislado, sino más bien como una manifestación de un tipo de personalidad peculiar: alta impulsividad y excitabilidad, extraversión, actividad desbordante.

## Etiología
Aunque existe todavía un debate abierto acerca de las posibles causas de la taquifemia, la mayoría de los autores convienen en que posiblemente se deba a causas neurológicas hereditarias (disfunciones en la conexión entre los hemisferios del cerebro, inmadurez del sistema nervioso central, o afectación de las áreas lingüísticas y/o sensoriomotoras).

## Sintomatología
Ésta resulta ser muy variada, aunque los síntomas más recurrentes son:
Síntomas Logopáticos
Taquilalia: emisión excesivamente rápida de la palabra, que originan precipitaciones y atropellamiento en el habla.
Omisiones de sílabas o palabras finales.
Emisión defectuosa de la voz.
Déficit de coordinación fonorrespiratoria.